# Bazaiges

Bazaiges este o comună în departamentul Indre, Franța. În 1 ianuarie 2022 avea o populație de 213 de locuitori.